# جوآن رابرتس
جوآن رابرتس (انگلیسی: Joan Roberts؛ ۱۵ ژوئیهٔ ۱۹۱۷ – ۱۳ اوت ۲۰۱۲) یک هنرپیشه اهل ایالات متحده آمریکا بود. 